# Chondrocidaris gigantea
Espèce
Chondrocidaris gigantea est une espèce d'oursins tropicaux de la famille des Cidaridae, aux piquants impressionnants.

## Description
C'est un grand oursin régulier, caractérisé par ses radioles (piquants) peu nombreuses, mais particulièrement longues (pouvant dépasser 10 cm), épaisses et robustes ; elles sont de forme cylindrique et barbelées de multiples piquants secondaires grossiers mais presque pointus (ne dépassant pas 1 cm) sur toute leur longueur, qui tendent à former des lames longitudinales vers la pointe.
Leur col est orange lisse et allongé (jusqu'à 1 cm). Ces radioles, dépourvues de cortex, sont souvent colonisées par des épibiontes (éponges, algues encroutantes…). 
Ce genre se caractérise par certaines spécificités : le test est couvert de radioles secondaires courtes en forme d'écailles, généralement beiges. Le test (coquille) mesure entre 6 et 10 cm de diamètre maximum ; il est sphérique, relativement épais et comprimé, et comme chez tous les oursins réguliers, structuré selon une symétrie pentaradiaire (centrale d'ordre 5) reliant la bouche (péristome) située au centre de la face orale (inférieure) à l'anus (périprocte) situé à l'apex aboral (pôle supérieur).

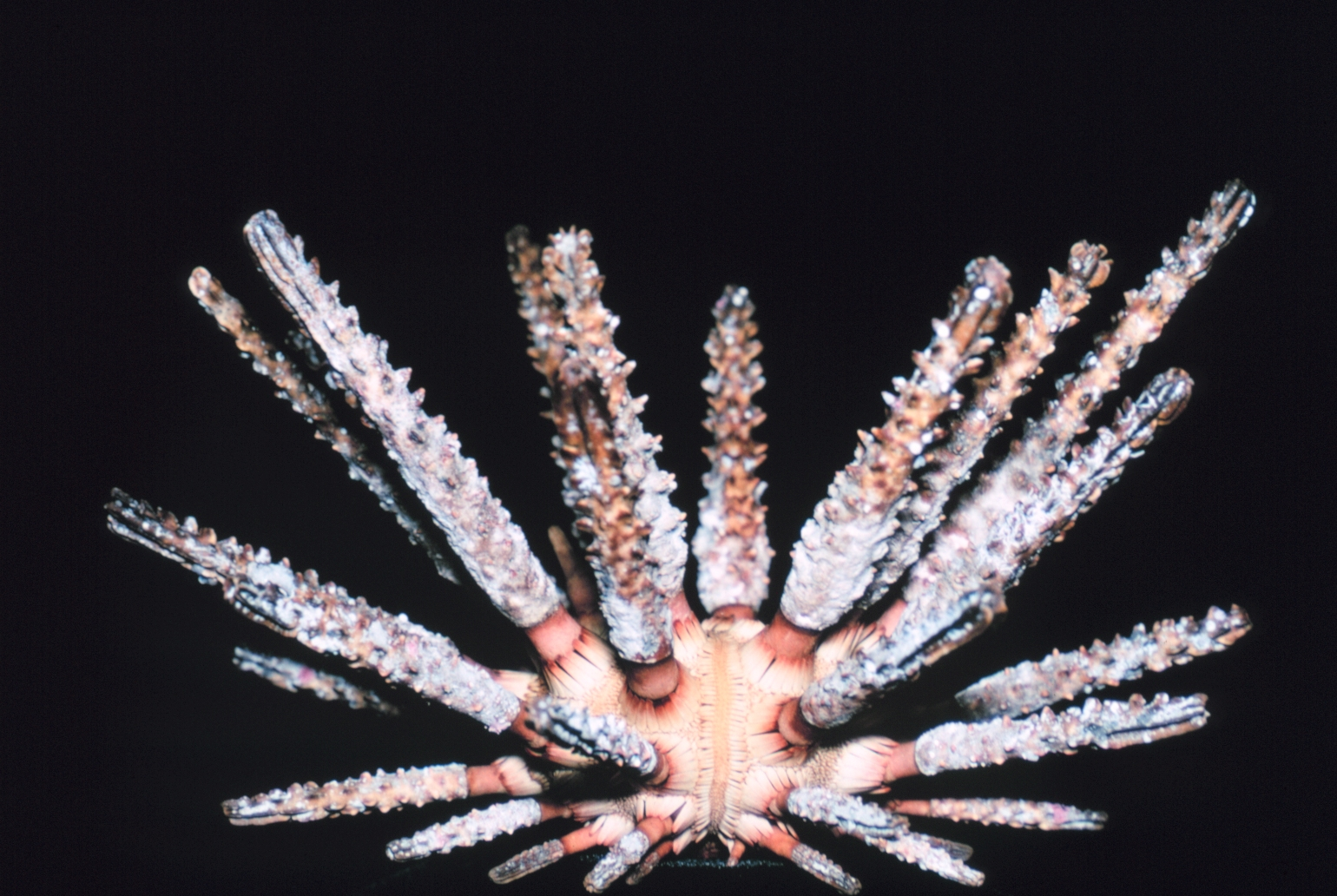
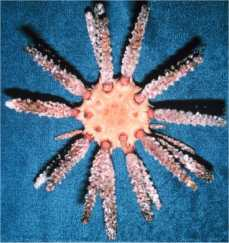
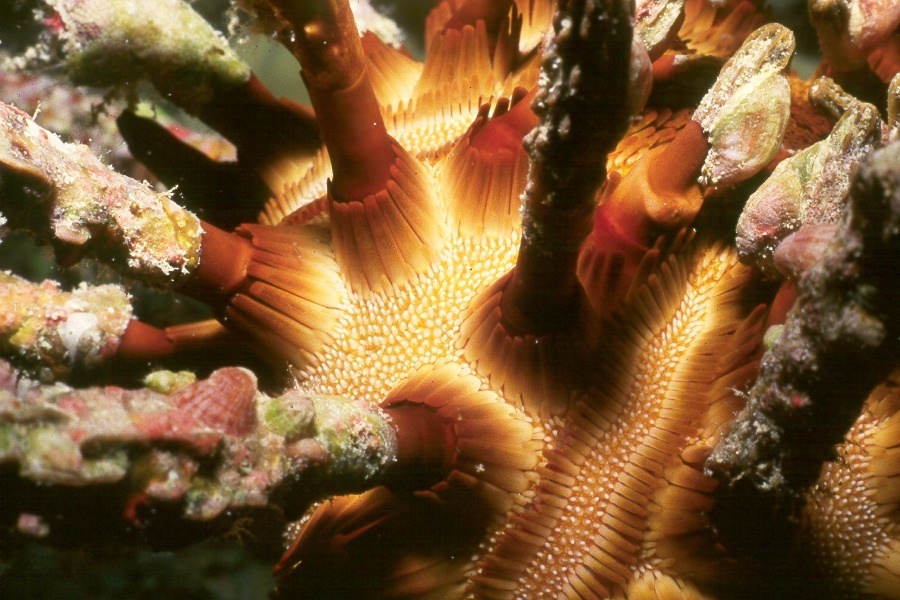
Gros-plan sur le test d'un individu vivant.
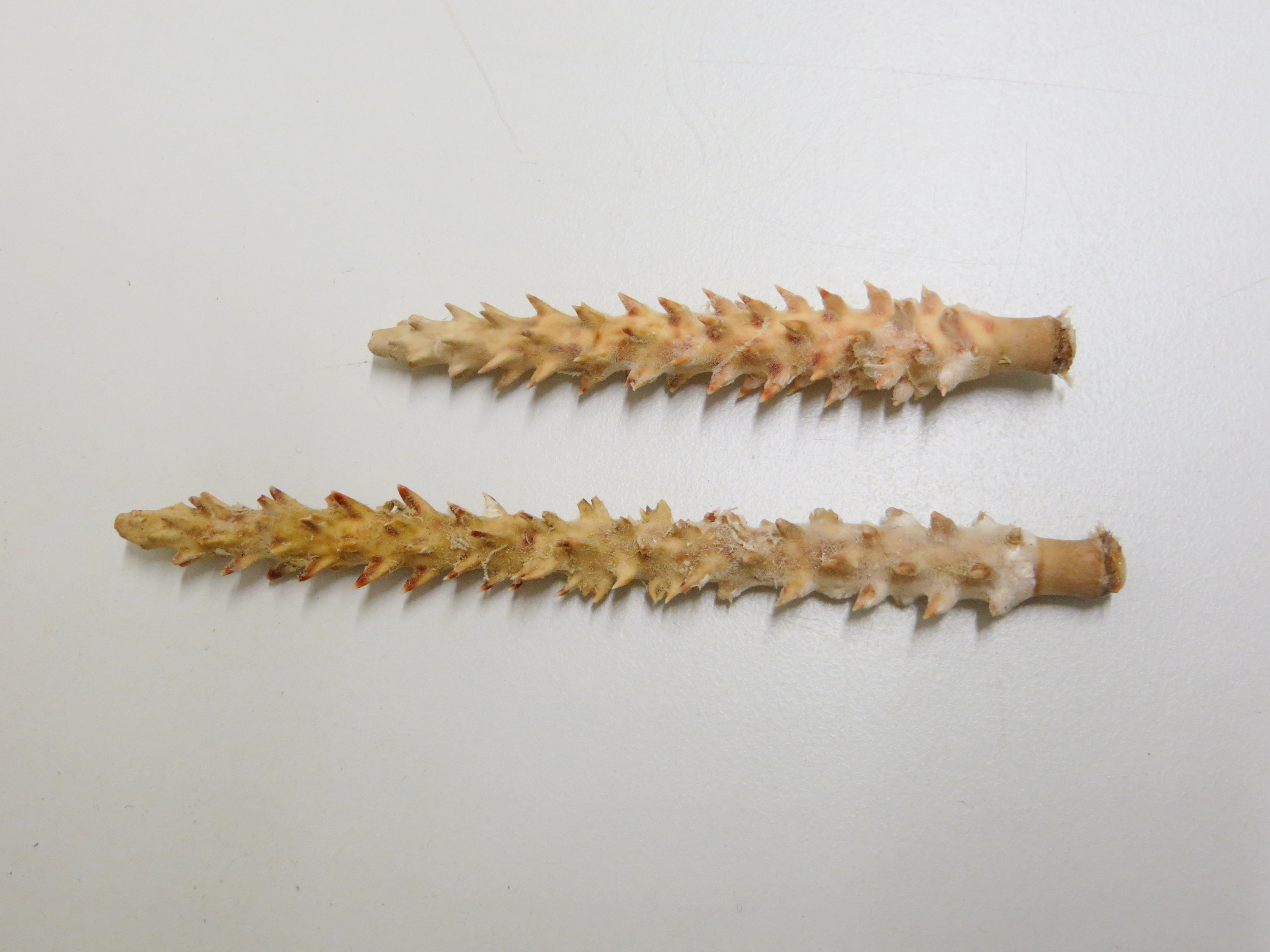
Radioles de Chondrocidaris gigantea.

Cette espèce ressemble beaucoup à Prionocidaris hawaiiensis et à quelques autres espèces du genre Prionocidaris aux radioles épineuses.

## Habitat et répartition
On trouve cet oursin principalement dans l'Océan Pacifique, notamment en Nouvelle-Calédonie mais aussi jusqu'à Hawaii, en passant par les îles Loyauté. Il est ponctuellement présent dans l'Océan Indien, notamment à l'île Maurice.
Cet oursin se rencontre en dessous de 10 m de profondeur (plus commun en dessous de 30) et jusqu'à de grandes profondeurs, sur des fonds de sable grossier et les substrats détritiques d'origine corallienne. C'est une espèce nocturne et discrète malgré son allure impressionnante.